# فیروز میرزا

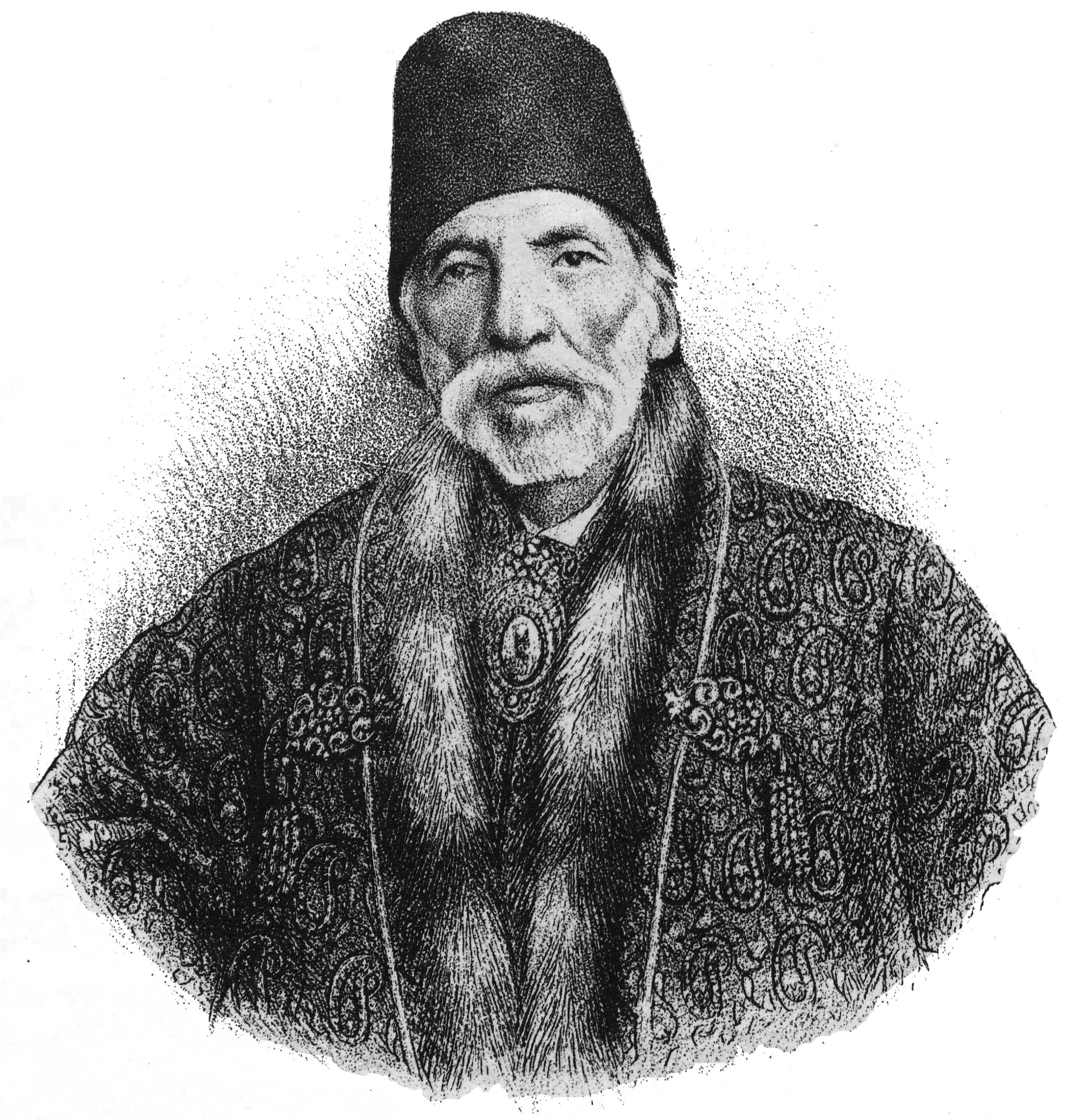
فیروزمیرزا فرمانفرما

فیروز میرزا نصرت‌الدوله (اول)، فرمانفرما، فرزند شانزدهم ولیعهد قاجار عباس میرزا نایب‌السلطنه (۱۲۰۳–۱۲۴۹ ق) و نوه فتحعلی شاه قاجار متولد۱۲۳۳ قمری بودو جمعه ۲۸ ربیع الاول ۱۳۰۳ قمری در سن ۷۰ سالگی در تهران درگذشت.
فیروز میرزا دو برادر و یک خواهر تنی داشت و مادرش عزت نساء خانم دختر حاجی میرزا صادق کلانتر باغ‌میشه بود.
در کتاب تاریخ و جغرافی دارالسلطنه تبریز نوشته نادر میرزا قاجار آمده‌است:
«حاجی کلانتر که حاجی میرزا مهدی نام دارد و آن رادمرد فرزند حاجی میرزا علی‌نقی است، کلانتری کوی باغمیشه را به ارث داشت… و این دودمان را با دوده قاجار وصلت است، چه نایب‌السلطنه عمه او را به سرای داشت و آن زن احترامی شایسته داشت، سه پسر و یک دختر بزاد، یکی دیر نماند از پسران، دیگر جعفرقلی میرزا نام داشت، امیرزاده ساده دل و مهماندوست بود. او نیز سپری شد. اکنون یک پسر به جای است، نام آن امیرزاده بافرهنگ فیروز میرزا... عمه دیگر از کلانتر مادر وزیر نیک نهاد شخص نخست ایران میرزا یوسف است که پدر بر پدر از نجبا و وزرای این ملک است. پس از پدر بزرگوار به راه او مستوفی‌الممالک بود.»
با مرگ فتحعلی‌شاه در ۱۲۱۳ خورشیدی، یکی از پسران بزرگ‌تر او، حسین‌علی‌میرزا فرمانفرما که فرمانروای فارس بود، ادعای پادشاهی نمود. با تصمیم شاه جدید، محمدشاه، برادر کوچکترش فیروز میرزا به مقابله با نیروهای عموی ناتنی فرستاده شد که در این نبرد، نیروهای حسین‌علی میرزا فرمانفرما شکست خورد و پایه‌های پادشاهی محمدشاه تحکیم گردید. فیروز میرزا در محاصره شهر هرات در عهد محمدشاه حضور داشت و در دوران ناصرالدین شاه به ماموریت‌های مهم و فرمانروایی ایالات بزرگ مانند کرمان و بلوچستان سفرنامه‌هایی هم از او در دست است.

## القاب
لقب شاهزاده فیروز میرزا در آغاز سالار لشکر و سپس نصرت‌الدوله بود. او در اواخر عمر از ناصرالدین شاه لقب «فرمانفرما» را دریافت کرد. بعدها لقب فرمانفرما به پسر فیروز میرزا یعنی عبدالحسین میرزا فرمانفرما تعلق گرفت و «نصرت‌الدوله» و «سالار لشکر» هم به ترتیب القاب فیروز میرزا و عباس میرزا، دو پسر بزرگ عبدالحسین میرزا شد.

## فرزندان
فیروز میرزا در جوانی با دختر میرزا حسن مستوفی‌الممالک آشتیانی ازدواج کرد و پس از او حاجیه همایون سلطان (هما) خانم دختر بهمن میرزا بهاالدوله را در زمان پیشکاری ولیعهد و حکمرانی آذربایجان به همسری گزید. هما خانم پیش از ازدواج با فرمانفرما همسر قهرمان میرزا پسر هشتم عباس میرزا بود و از او فرزندی به نام کیومرث میرزا عمیدالدوله داشت. حاصل این ازدواج‌ها شش فرزند بود به شرح زیر:
| ردیف | نام                        | تولد/وفات | نام مادر               | یادداشت‌ها                                  |
| ---- | -------------------------- | --------- | ---------------------- | ------------------------------------------ |
| ۱    | عبدالحمید میرزا ناصرالدوله |           | دختر میرزا حسن آشتیانی |                                            |
| ۲    | منورالسلطنه                |           | دختر میرزا حسن آشتیانی | همسر ساعد الملک پسر امیرکبیر               |
| ۳    | ملک‌تاج خانم نجم‌السلطنه     | ۱۲۳۳–۱۳۱۱ | حاجیه هما خانم         | واقف بیمارستان نجمیه و مادر دکتر محمد مصدق |
| ۴    | اشرف‌ملک خانم سرورالسلطنه   |           | حاجیه هما خانم         | همسر مظفرالدین‌شاه                          |
| ۵    | ماه‌سما خانم عصمت‌السلطنه    |           | حاجیه هما خانم         | در جوانی درگذشت                            |
| ۶    | عبدالحسین میرزا فرمانفرما  | ۱۲۳۷–۱۳۱۸ | حاجیه هما خانم         | واقف انستیتو پاستور ایران                  |

بزرگ‌ترین فرزند فیروز میرزا نصرت‌الدوله و حاجیه هما خانم، ملک‌تاج خانم نجم‌السلطنه، بانویی روشن‌ضمیر و بااراده بود که با میرزا هدایت‌الله وزیر دفتر از خاندان مستوفیان آشتیان ازدواج کرد.
فرزند پنجم فیروز میرزا و هما خانم، به نام ماه‌سما خانم با پسرعمویش، عبدالعلی میرزا، پسر فرهاد میرزا معتمدالدوله ازدواج کرد و لقب عصمت‌السلطنه یافت، اما در جوانی در شیراز درگذشت. آرامگاه او در حافظیه شیراز قرار دارد.

## روزنگار ناصرالدین شاه
۲۱ ربیع‌الثانی ۱۲۷۹ه‌ق، ناصرالدین شاه قاجار در میانه‌ٔ یادداشتش از شکار در کن نوشت:
... سلیم لال، عین‌الملک بودند، صحبت می‌کردند. علی کچل بود. عین‌الملک می‌گفت نصرت‌الدوله دیشب از زنش شِکوه داشت، می‌گفت آزارم می‌دهد، می‌خواهم بچه‌بازی، هرزگی کنم نمی‌گذارد؛ سلیم لال گفت من هم مطّلع هستم، تفصیلی بیان کرد. ...